# Brinay (Cher)
Brinay település Franciaországban, Cher megyében. Lakosainak száma 507 fő (2022. január 1.). Brinay Cerbois, Foëcy, Lury-sur-Arnon, Méreau, Quincy és Vierzon községekkel határos.

## Népesség
A település népessége az elmúlt években az alábbi módon változott:
| Lakosok száma | 318  | 452  | 546  | 495  | 531  | 530  | 522  | 523  | 524  | 507  |
|               | 1968 | 1982 | 1990 | 2006 | 2013 | 2015 | 2017 | 2019 | 2020 | 2022 |